# Bianca Zodrow-Wenke
Bianca Zodrow-Wenke (geborene Zodrow, * 21. Dezember 1979 in Lippstadt) ist eine deutsche Minigolf-Spielerin und Offizierin in der deutschen Luftwaffe. Sie konnte mehrere Titel als Weltmeisterin im Minigolf erringen.

## Sportliche Karriere
Bianca Zodrow-Wenke spielt seit ihrem dritten Lebensjahr Minigolf. 2003 wurde sie in Stockholm Einzelweltmeisterin und 2011 ebenfalls dort zweifache Weltmeisterin im Einzel, in der Mannschaft und Vizeweltmeisterin in der Kategorie „Strokeplay“. Außerdem errang sie eine Anzahl von deutschen Meistertiteln.

## Laufbahn in der Bundeswehr
Bianca Zodrow trat 2004 in die Bundeswehr ein und anschließend zum Offizier in der Luftwaffe ausgebildet. Dazu gehörte unter anderem ein Studium der Wirtschafts- und Organisationswissenschaften. Danach wurde sie 2009 in das Waffensystemkommando der Luftwaffe versetzt. Im September 2012 wurde sie als Oberleutnant Chefin der Fliegerhorststaffel im Luftwaffeninstandhaltungsregiment 2 in Diepholz.

## Privates
Bianca Zodrow heiratete 2007 und führte anschließend zeitweise den Ehenamen Bianca Oberweg. Sie ist dreifache Mutter und lebt in Sankt Augustin.

## Auszeichnungen
- Silbernes Lorbeerblatt 2003 und 2012[5]

## Veröffentlichungen
- Buresch, Anja und Zodrow-Wenke, Bianca: Der Konflikt im Südchinesischen Meer - Eine Konstellationsanalyse, (Münster/Hamburg 2017), Masterarbeit bei Sven Gareis